# Drimiopsis
Drimiopsis is een geslacht uit de aspergefamilie. De soorten komen voor in Sub-Saharisch Afrika.

## Soorten
- Drimiopsis atropurpurea
- Drimiopsis barteri
- Drimiopsis botryoides
- Drimiopsis burkei
- Drimiopsis comptonii
- Drimiopsis davidsoniae
- Drimiopsis fischeri
- Drimiopsis linioseta
- Drimiopsis maculata
- Drimiopsis pusilla
- Drimiopsis reilleyana
- Drimiopsis rosea
- Drimiopsis seretii
- Drimiopsis spicata